# Paul Adegboyega Olawoore
Paul Adegboyega Olawoore (* 30. November 1961 in Ikuri, Nigeria; † 1. Januar 2022 in Ilorin) war ein nigerianischer Geistlicher und römisch-katholischer Bischof von Ilorin.

## Leben
Paul Adegboyega Olawoore studierte Philosophie und Katholische Theologie am Priesterseminar St. Peter und Paul in Bodija. Er empfing am 3. Oktober 1992 das Sakrament der Priesterweihe für das Bistum Oyo.
Neben verschiedenen Aufgaben in der Pfarrseelsorge war er von 1993 bis 2000 persönlicher Sekretär des Bischofs von Oyo, Julius Babatunde Adelakun. Von 2001 bis 2003 studierte er Kanonisches Recht an der Päpstlichen Universität Urbaniana in Rom und erwarb das Lizenziat. Nach seiner Rückkehr wurde er Offizial seines Heimatbistums und 2006 Leiter des diözesanen Familienkomitees. Außerdem war er von 2011 bis zur Ernennung zum Bischof Pfarrer und Schulleiter in Ogbomosho sowie Regionaldekan.
Am 4. April 2018 ernannte ihn Papst Franziskus zum Koadjutorbischof von Ilorin. Die Bischofsweihe spendete ihm der Bischof von Ilorin, Ayo-Maria Atoyebi OP, am 13. Juli desselben Jahres. Mitkonsekratoren waren der Bischof von Oyo, Emmanuel Adetoyese Badejo und der Bischof von Ondo, Jude Ayodeji Arogundade.
Mit dem Rücktritt Ayo-Maria Atoyebis am 11. Juni 2019 folgte er diesem als Bischof von Ilorin nach. Ende Dezember 2021 verschlechterte sich sein Gesundheitszustand rapide; am Neujahrstag 2022 starb Paul Adegboyega Olawoore im Alter von 60 Jahren.